# 신칸센 923형 전동차
신칸센 923형 전동차(일본어: 新幹線923形電車)는 2000년에 데뷔한 일본의 도카이도 신칸센·산요 신칸센의 닥터 옐로우 차량이다. 최고속도가 낮은 신칸센 922형 전동차를 대체하기 위해 700계 모델을 기반으로 제작되었다.

## 개요
기존 모델인 922형의 경우 차량 노후화와 300계의 등장으로 250km/h 이상 상향되면서 1998년 6월에 최고 속도 270km/h로 운행하기 위해 700계 모델을 기반으로 개발에 착수했다.
2000년 10월에 T4편성이 도입되면서 922형 T2편성이 퇴역되었고, T3편성의 경우 2005년에 923형 3000번대 차량이 도입되면서 퇴역되었다.
닥터 옐로우의 운행 노선과 관련해 별도로 열차 운행 시간도 공개되지 않고 비정기적으로 운행하기 때문에 이 열차를 보면 행운을 부르고, 행복해진다는 열차로 알려졌다. 이와는 별도로 철도 모형 모델로 판매되면서 인기 상품이 되었다.
923형 차량의 경우 2세대 차량으로, 당초 서일본여객철도는 923형 차량이 도입되면 923-2번대로 부여할 예정이었다.
2020년 3월에 도카이도 신칸센 구간에 700계 차량이 운행이 종료되었지만 이와는 별도로 계속해서 운행했다. 한편 도카이여객철도는 2021년부터 도카이도 신칸센 구간 점검을 위해 N700S계 시제 차량에 일부 검사 장비를 설치하고 운영 중 장비 검사를 실시했다.
2024년 6월 도카이여객철도, 서일본여객철도에 따르면 보도에 따르면 향후 3년간 전량 퇴역을 발표했으며 이 중 T4편성의 경우 2025년 1월 29일 마지막 운행을 끝으로 퇴역했고, 현재 운행 중인 T5편성의 경우 2027년에 퇴역될 예정이다.

## 세부 모델

### 신칸센 923형 0번대 전동차
신칸센 923형 0번대 전동차(일본어: 新幹線923形電車0番台)는 2000년에 도입되었던 차량으로 도카이 여객철도가 소유했었다. 기존 닥터 옐로우 열차로 운행했던 922형 T2편성을 대체하기 위해 도입했었으며, 2025년 1월 29일 마지막 운행을 끝으로 퇴역하였다.

### 신칸센 923형 3000번대 전동차
신칸센 923형 3000번대 전동차(일본어: 新幹線923形電車3000番台)는 2005년에 도입된 차량으로 서일본 여객철도가 소유하고 있다. 기존 닥터 옐로우 열차로 운행했던 922형 T3편성을 대체하기 위해 도입했다.

## 현황
| 차호 | 도입 시기 | 운행 중단 시기 | 비고                                          |
| ---- | --------- | -------------- | --------------------------------------------- |
| T4호 | 2000년    | 2025년         | 7량 편성으로 도카이 여객철도가 소유했다.      |
| T5호 | 2005년    | 운행 중        | 7량 편성으로 서일본 여객철도가 소유하고 있다. |

## 객차 구성

### T 편성
|      | 도카이도, 산요 신칸센 |             |             |             |             |             |             |
| 호차 | 1                     | 2           | 3           | 4           | 5           | 6           | 7           |
| 명칭 | 923 (M1c)             | 923 (M')    | 923 (M2)    | 923 (T)     | 923 (M2)    | 923 (M')    | 923 (M1c)   |
| 기능 | 전기 시험차           | 전기 시험차 | 전기 시험차 | 궤도 시험차 | 전기 시험차 | 전기 시험차 | 전기 시험차 |
| T4   | 1                     | 2           | 3           | 4           | 5           | 6           | 7           |
| T5   | 3001                  | 3002        | 3003        | 3004        | 3005        | 3006        | 3007        |

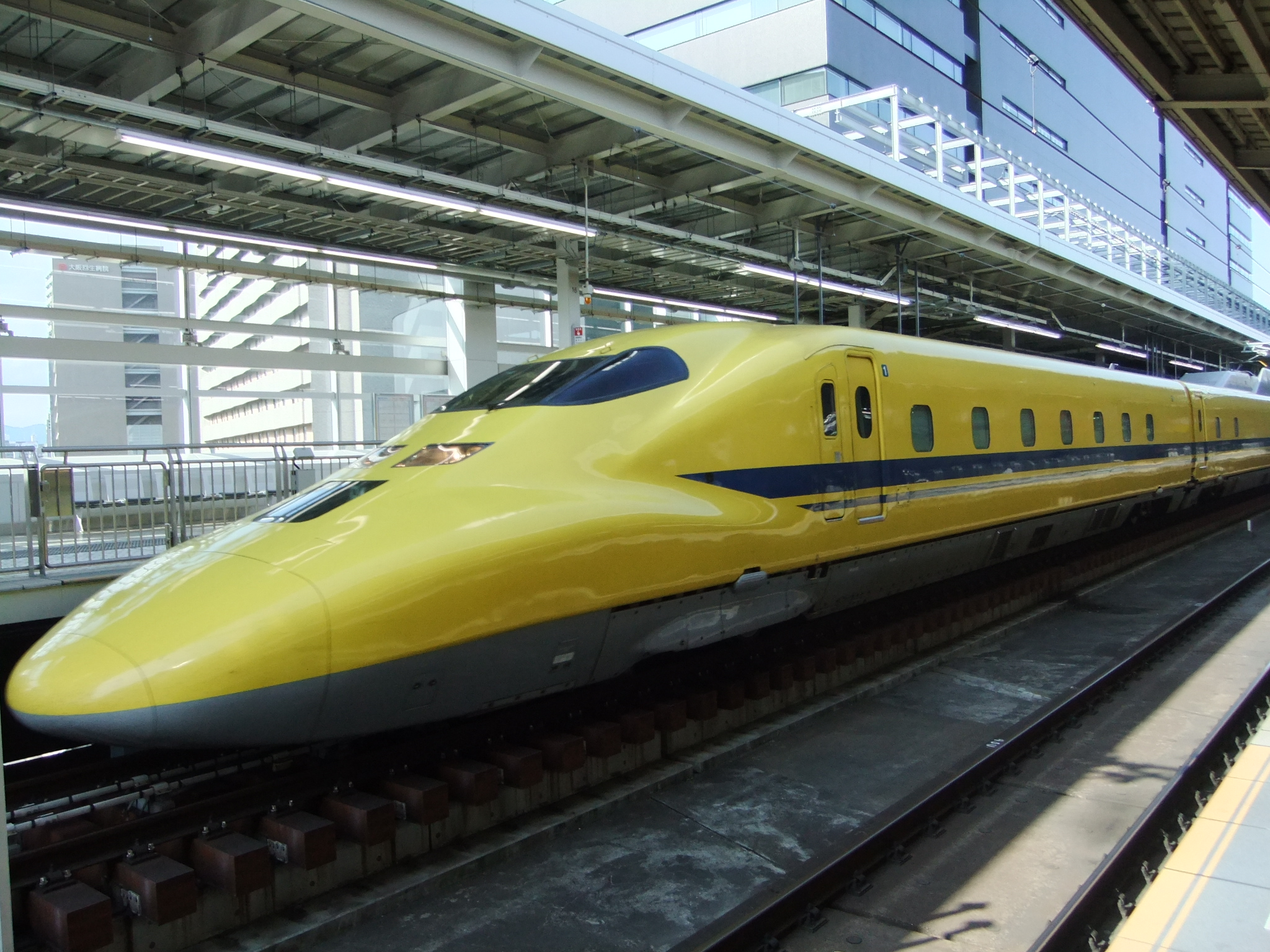
923-1 (1호차)
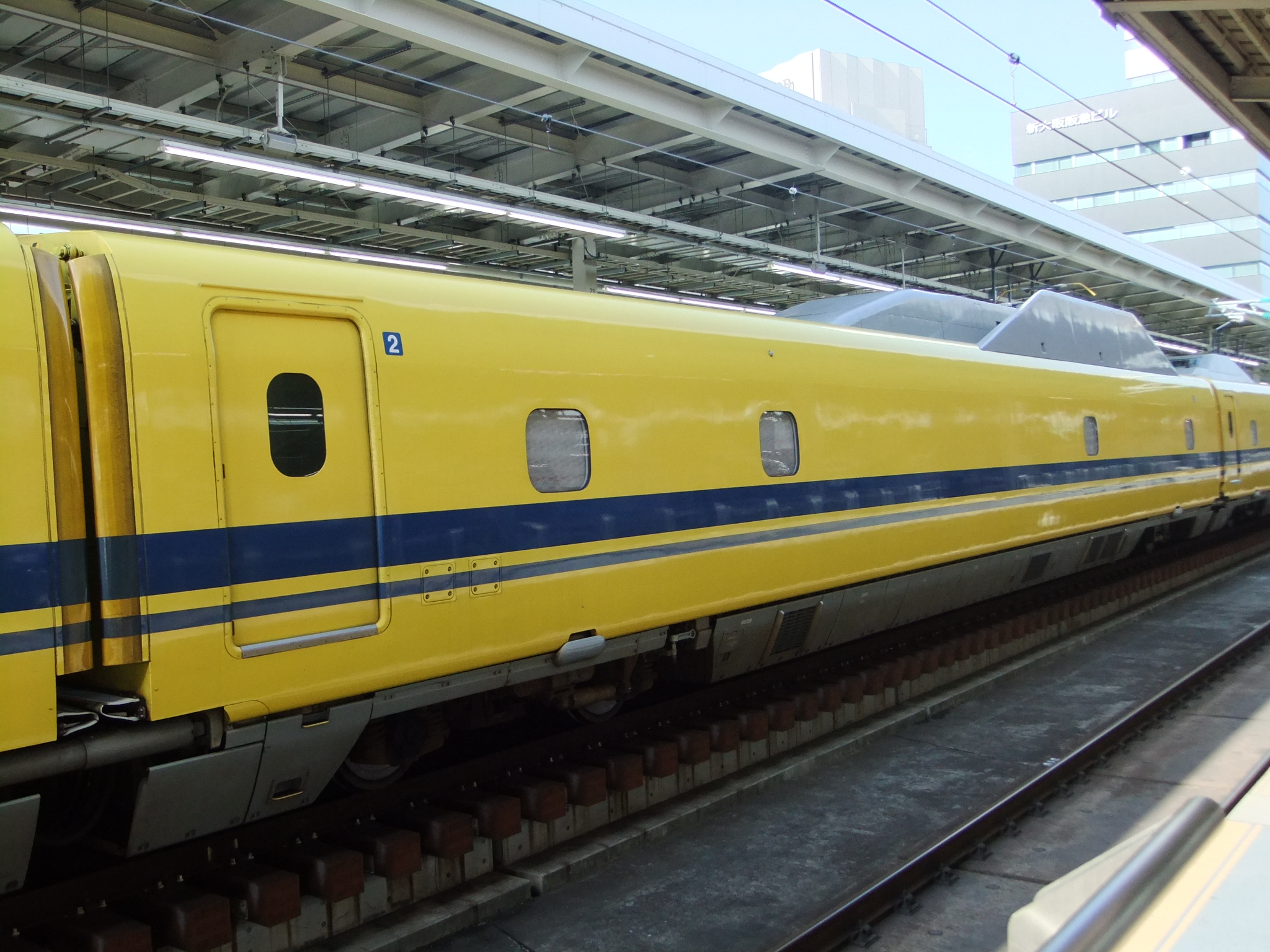
923-2 (2호차)
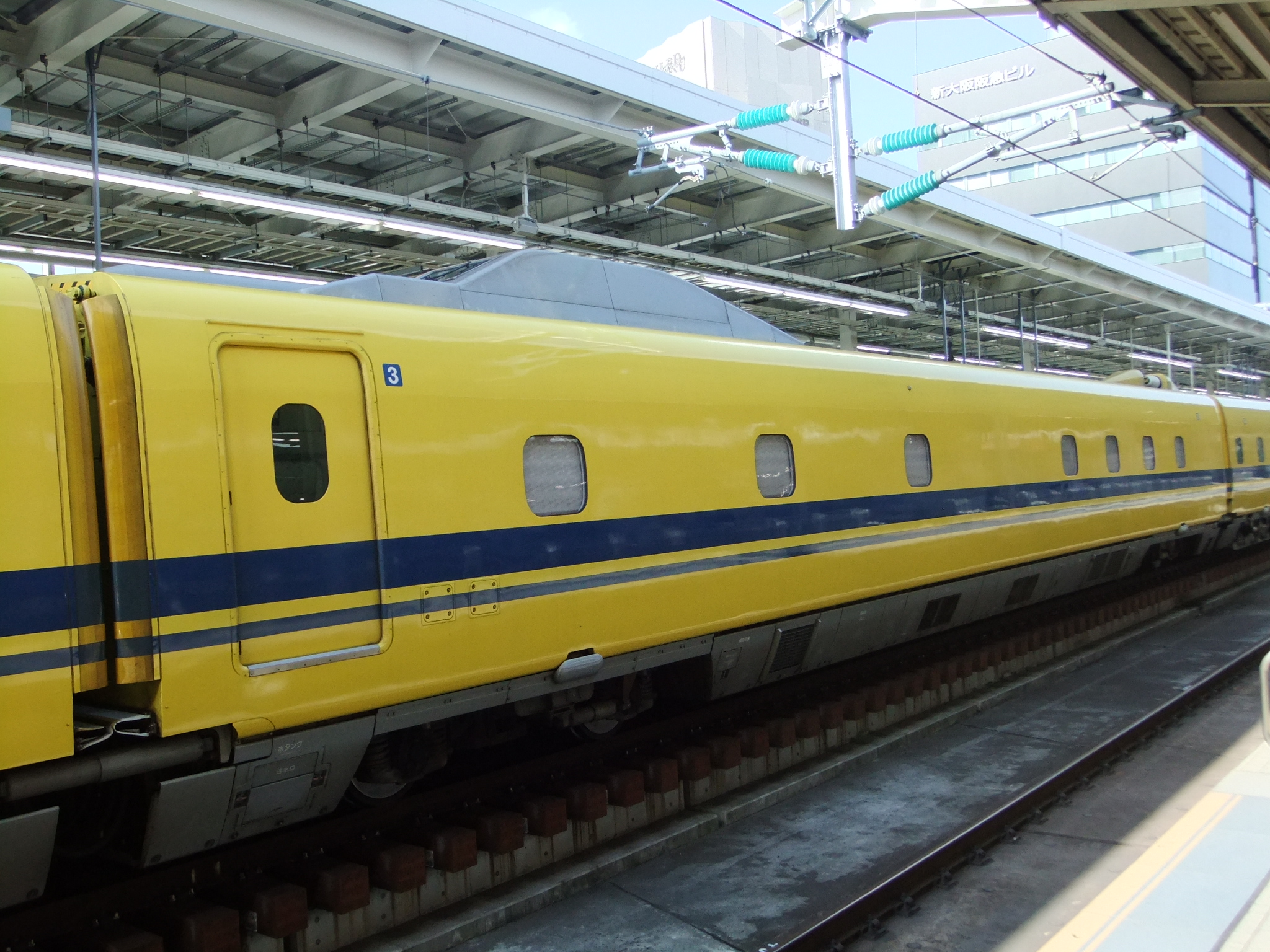
923-3 (3호차)
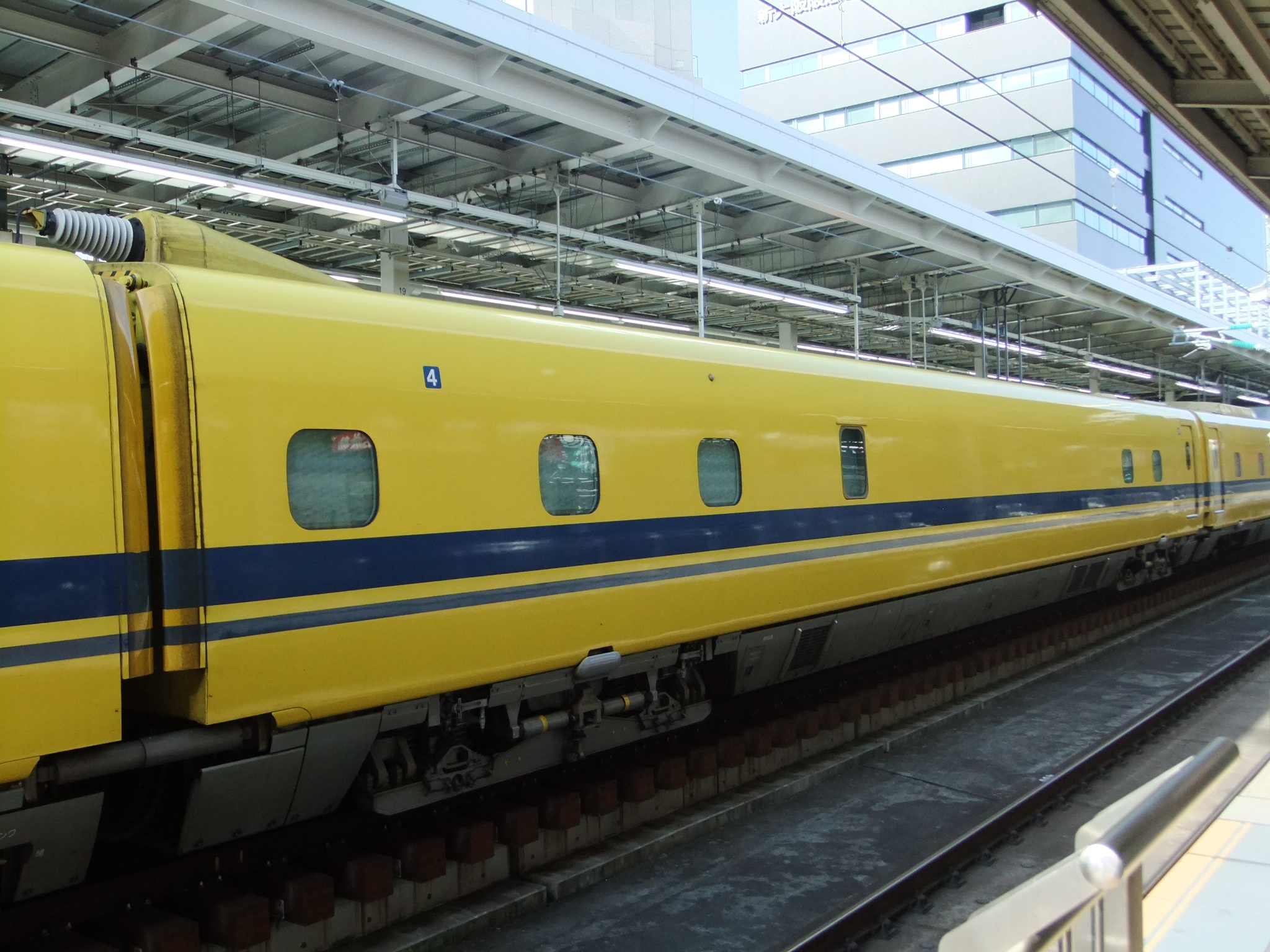
923-4 (4호차)
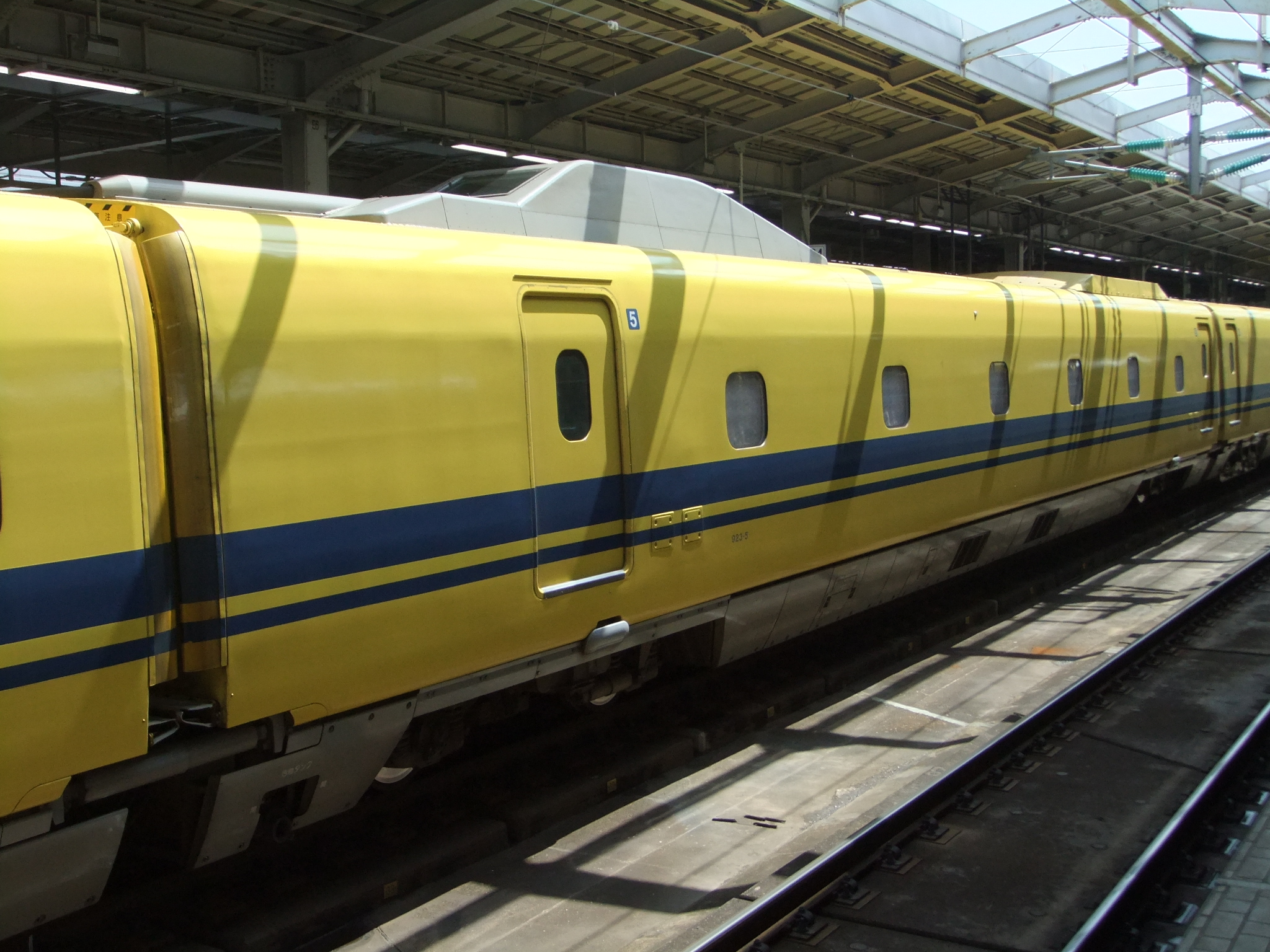
923-5 (5호차)
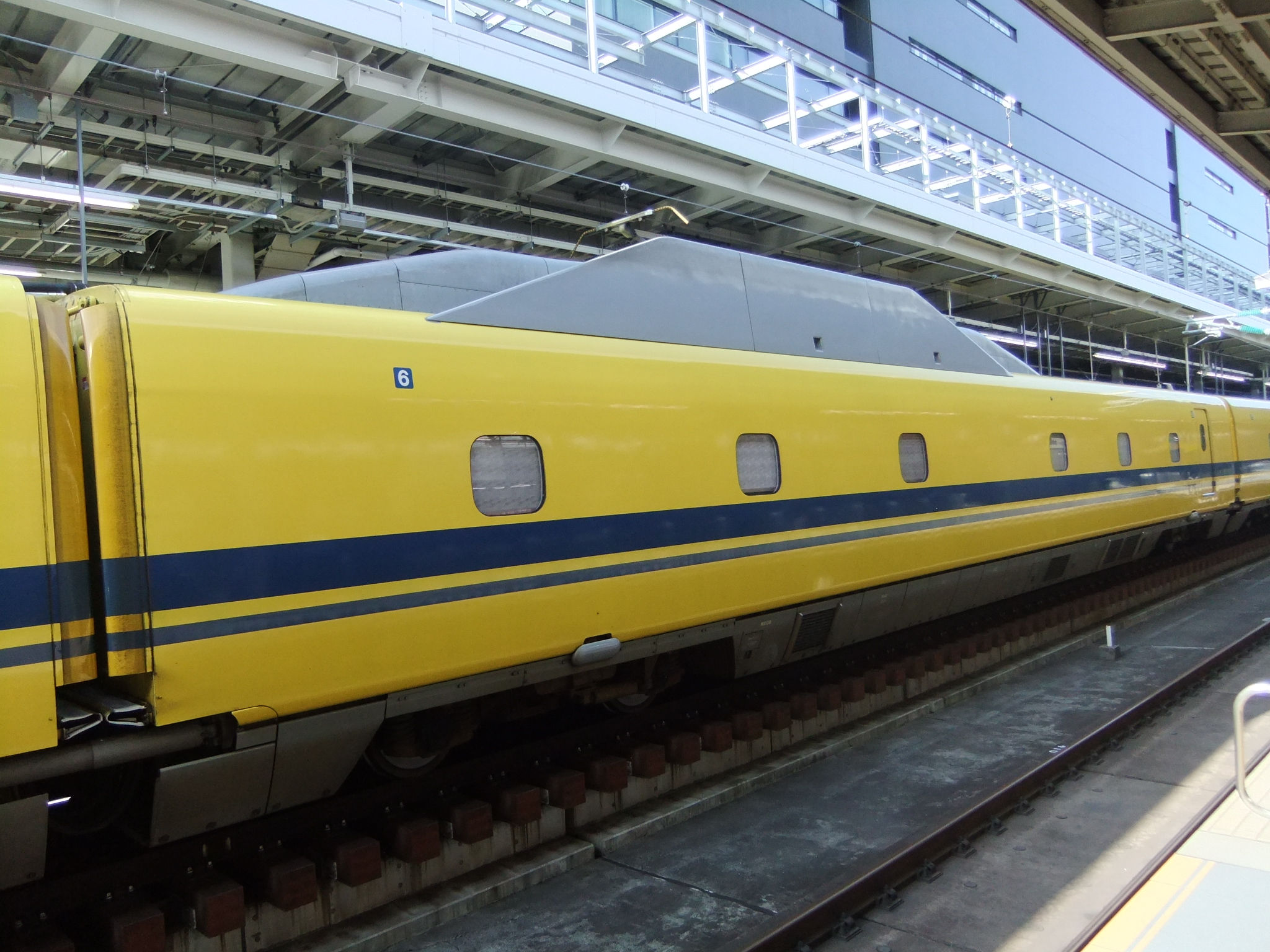
923-6 (6호차)
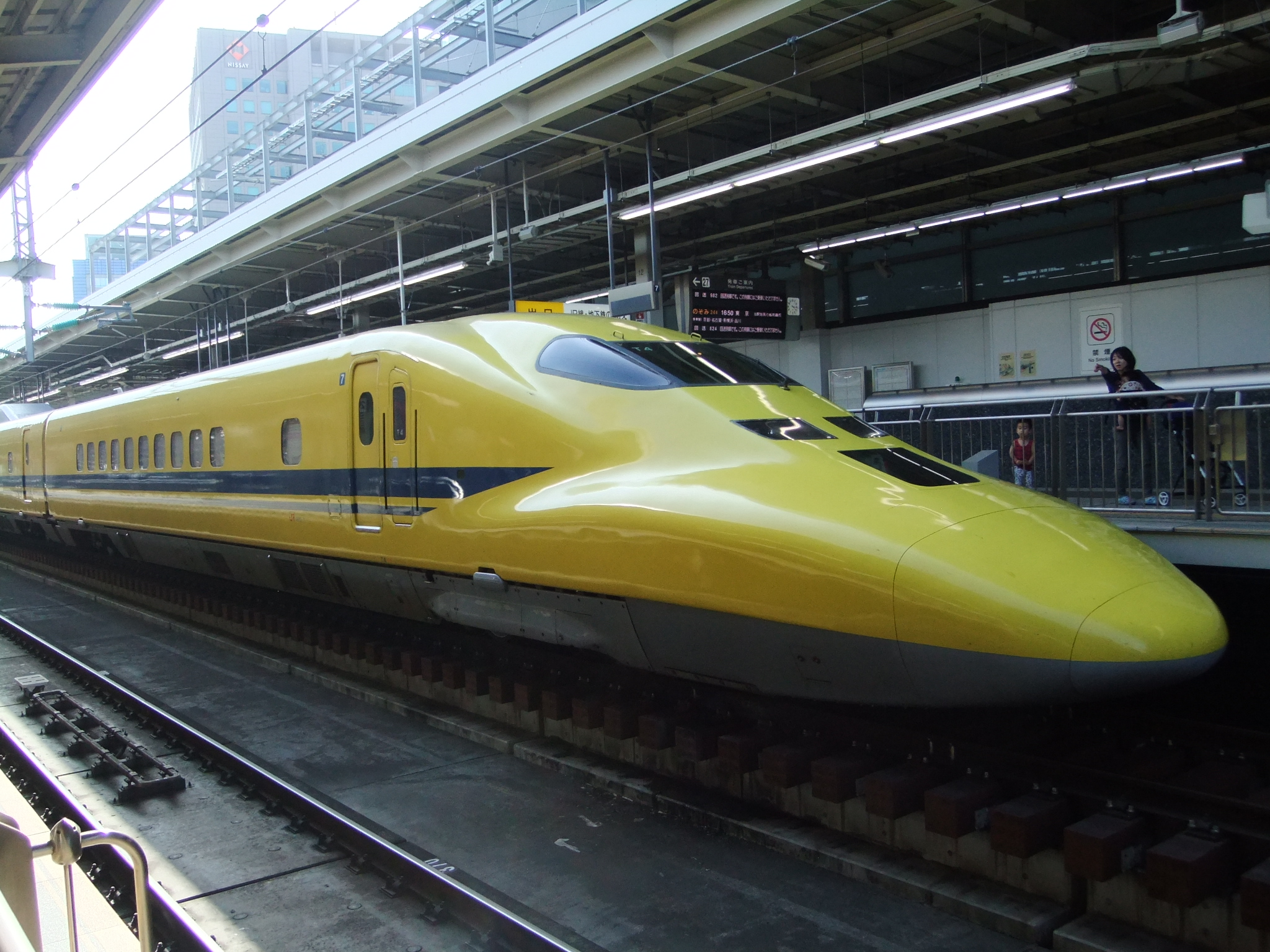
923-7 (7호차)

## 같이 보기
- 닥터 옐로우
- 신칸센 E926형 전동차

## 사진

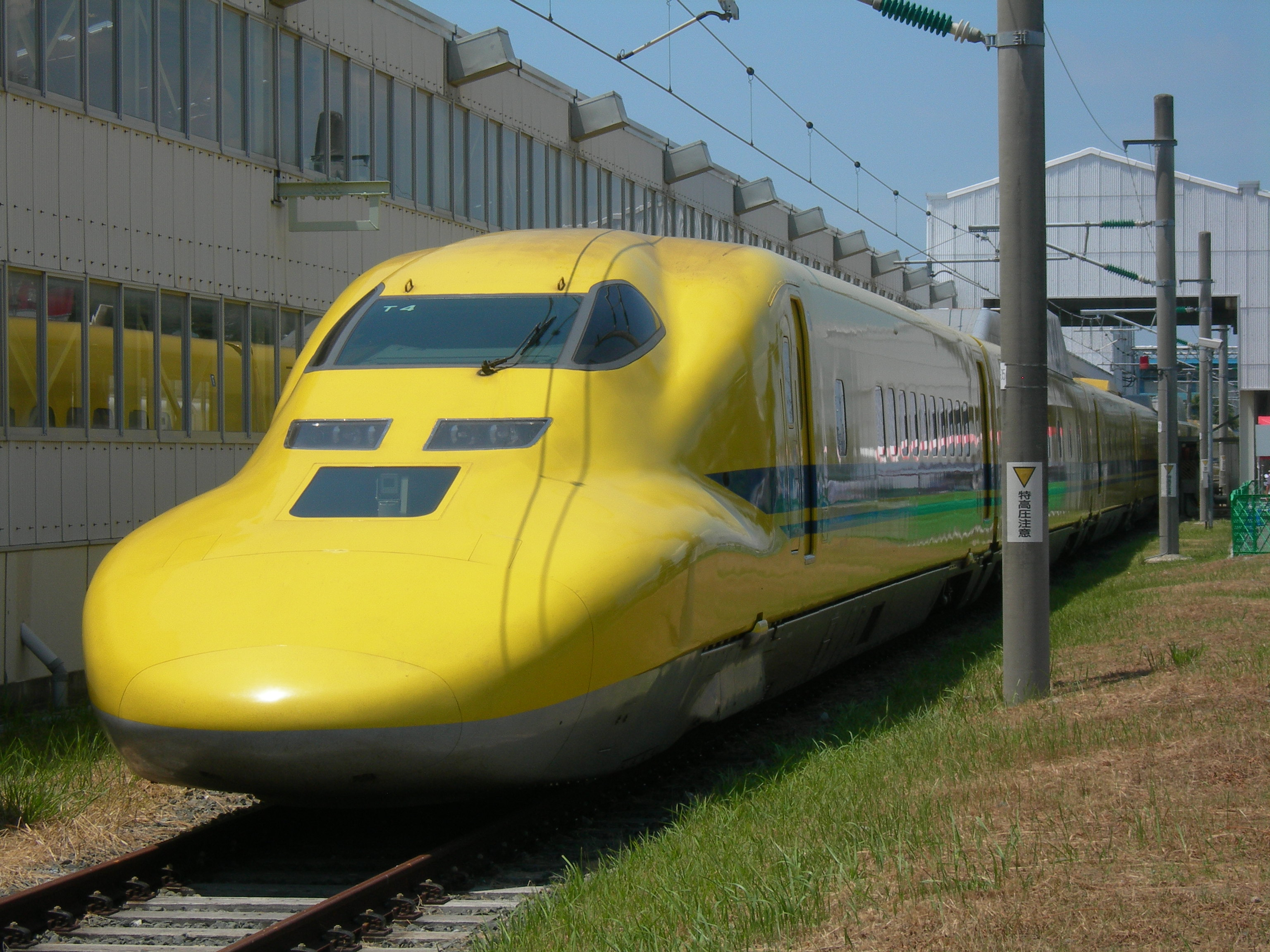
신칸센 923형 전동차
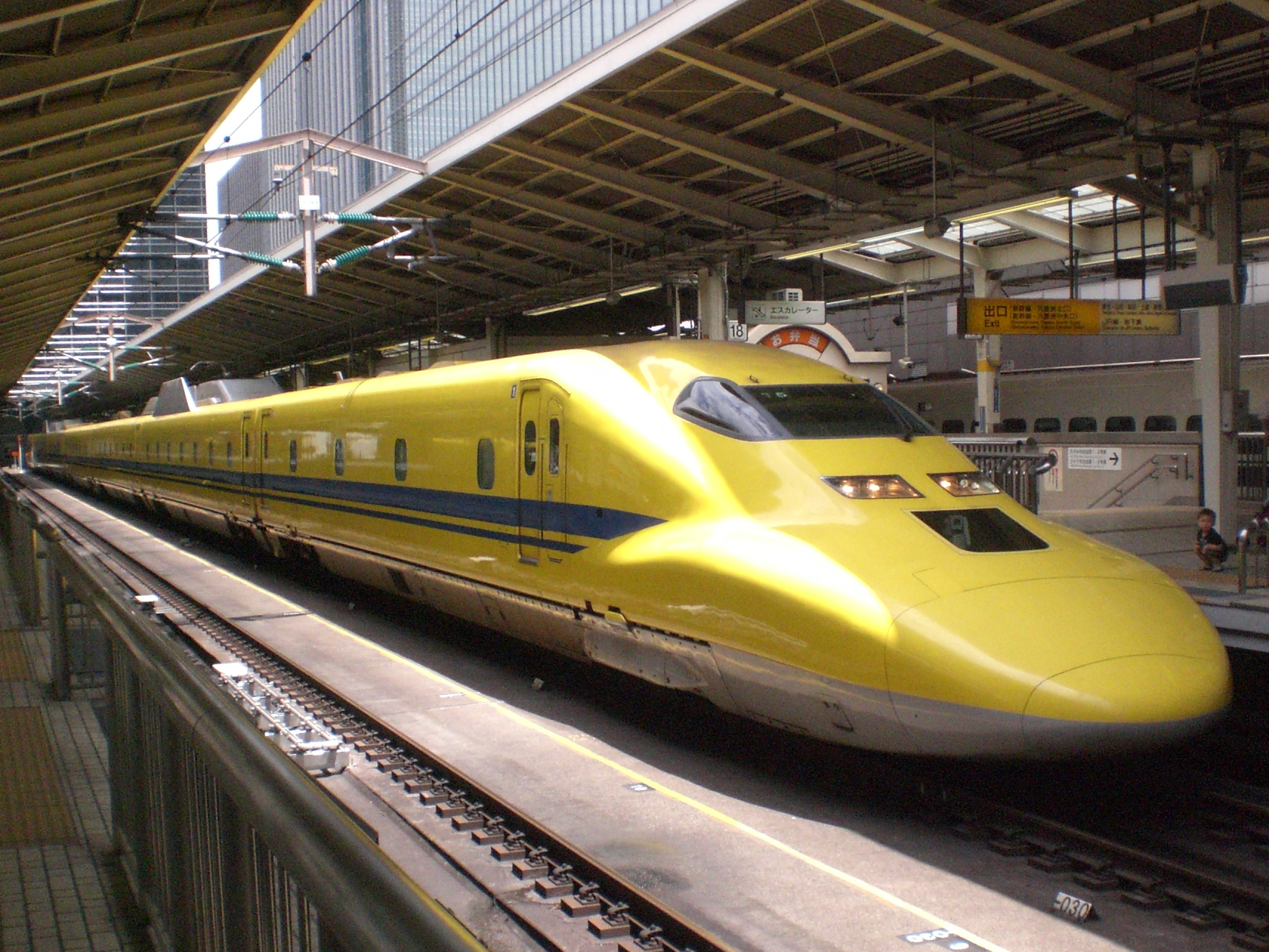
신칸센 923형 전동차